# Кристијано Роналдо
Кристијано Роналдо дос Сантос Авеиро (порт. Cristiano Ronaldo dos Santos Aveiro; Фуншал, 5. фебруар 1985), познатији као Кристијано Роналдо или само Роналдо, португалски је фудбалер. Игра на месту нападача, а тренутно наступа у Саудијској професионалној лиги за Ел Наср и репрезентацију Португалије. Сматра се за једног од најбољих играча у историји фудбала. Пет пута је био добитник Златне лопте, трипут добитник Уефине награде за најбољег играча у Европи и четири пута је понео признање Златна копачка што је рекорд за неког европског играча. Укупно је освојио 34 трофеја у својој каријери, између осталог седам националних првенстава, пет УЕФА Лиги шампиона и Европско првенство. Роналдо држи рекорд по броју наступа (183), погодака (140) и асистенција (42) у Лиги шампиона, голова на европским првенствима (14) као и по броју одиграних утакмица (221) и датих голова (138) на репрезентативном нивоу. Један је од ретких играча који су одиграли више од 1200 професионалних утакмица у каријери. Рачунајући поготке које је постигао како за клубове тако и за репрезентацију, Роналдо је укупно дао више од 900 голова током своје каријере по чему је најбољи у повести фудбалске игре.

## Клупска каријера

### Рана каријера
Почео је да игра фудбал већ са две године, а када је са шест година кренуо у школу његова страст према спорту била је очигледна. Када је био дечак, омиљени тим му је био Бенфика иако је касније играо за ривалски клуб Спортинг. Као осмогодишњак је играо у аматерском клубу Андориња (порт. Andorinha), где је његов отац био тренер. Када је имао само десет година његова репутација у Португалу је расла. И Маритимо (порт. C.S. Marítimo) и Национал (порт. C.D. Nacional), два највећа тима на Мадеири, били су заинтересовани за њега. Већи тим, Маритимо, пропустио је најзначајнији састанак и Роналдо је отишао у Национал. Када је са Националом освојио титулу, Роналдо је отишао на три дана пробе у Спортинг (порт. Sporting), за који је и касније потписао.

### Манчестер јунајтед
Кристијано Роналдо је 2003. године прешао из Спортинга (порт. Sporting) у Манчестер јунајтед за 13,80 милиона фунти. Током шест година у Манчестеру, Кристијано Роналдо је био главни играч Манчестера и Сер Алекс Фергусона. За Манчестер јунајтед је одиграо 196 утакмица и постигао 84 гола. 2008. године је освојио Лигу шампиона са Манчестером и те године је проглашен за најбољег фудбалера Европе. 2009. године прешао је у Реал Мадрид за рекордних 80 милиона фунти (93,9 милиона евра/131,6 милиона долара).

### Реал Мадрид
Дана 26. јуна 2009. Реал Мадрид је потврдио да ће се Роналдо придружити клубу 1. јула 2009. године, након прихватања услова и потписивања шестогодишњег уговора. Верује се да је његов уговор вредан 13 милиона евра по сезони. Представљен је штампи 6. јула, где му је уручен дрес са бројем 9. Дрес му је уручио Алфредо ди Стефано. Дочекан је на стадиону Сантијаго Бернабеу од стране 80.000 навијача, надмашивши рекорд Дијега Марадоне од 75.000 навијача, када је представљен након трансфера из Барселоне у Наполи 1984.
Током 2016. године нашао се први на Форбсовој листи спортиста са највећим приходом, његова зарада је била 88 милиона долара.

### Јувентус
Дана 10. јула 2018. године, Роналдо је потписао четворогодишњи уговор са торинским клубом у вредности од сто милиона евра. Дебитовао је на мечу против Кјева који је Јувентус добио резултатом 3:2. На утакмици против Сасуола је постигао први, касније и други, гол у дресу новог клуба који је био његов 400. лигашки погодак у каријери. На свом првом мечу у Лиги шампиона добио је црвени картон против Валенсије због неспортског понашања.
Свој први трофеј у Јувентусу освојио је у Суперкупу Италије 2018. против Милана. Дана 12. марта 2019. године постигао је хет-трик против Атлетико Мадрида којим је Јувентус надокнадио дефицит из прве утакмице и пласирао се у четвртфинале Лиге шампиона.

## Репрезентативна каријера
Роналдо је дебитовао за Португал у августу 2003. године када је имао 18 година. Први је португалски играч који је за репрезентацију дао више од 50 голова и најбољи је стрелац Португалије свих времена. Постигао је први гол на великим такмичењима у првом мечу Европског првенства 2004. против Грчке. Дужност капитена преузима у јулу 2008. године, а на Европском првенству 2012. је водио Португал до полуфинала, завршава такмичење као најбољи стрелац турнира. На Европском првенству 2016. остварио је највећи успех са репрезентацијом Португалије, освојили су златну медаљу, победивши у финалу домаћина Француску са 1:0.

## Приватни живот
Рођен је на португалском острву Мадеира. Одрастао је са мајком Маријом Долорес дос Сантос Авеиро (порт. Maria Dolores dos Santos Aveiro), оцем Жозеом Динисом Авеиром (порт. José Dinis Aveiro, 1954–2005), који је умро док је Роналдо имао меч против Русије са репрезентацијом Португалије, старијим братом Хугом(1975) и две сестре, Елмом и Лилианом Катиом. Његово име, Роналдо, јако је ретко у Португалу, а добио га је по америчком председнику Роналду Регану, који је иначе био и омиљени глумац Роналдовог оца.
Роналдов отац Жозе Динис Авеиро умро је од последица алкохолизма у 52. години када је фудбалер имао 20. Међутим, он не пије и не пуши. Марта 2009. он је донирао 100.000 фунти болници која је помогла да спаси живот његове мајке након што јој је 2007. дијагностикован рак дојке.
Роналдова аутобиографија, названа Моменти штампана је децембра 2007. Заједно са једном од својих сестара отворио је модни бутик назван CR7 (Роналдови иницијали и његов тадашњи број на дресу). Тренутно постоје две „CR7“ продавнице, обе у Португалу; једна у Лисабону, а друга у Мадеири.
Кристијано Роналдо је 17. јуна 2010. године постао отац, јер му се тог дана родио син. Добио је име Кристијано, а фамилија му је наденула надимак „Кристијанињо“; рођен је у САД, и Роналдо је изјавио да је у потпуности преузео старатељство над дечаком. Притом, Роналдо никада није у јавност изнео ко је дечакова мајка.
Од 2010. године био је у вези са руском манекенком Ирином Шајк, коју је наводно упознао радећи рекламе за чувену модну кућу Армани. Везу су окончали у јануару 2015. године. По вероисповести је католик, а занимљиво је и да на телу нема ниједну тетоважу како би могао добровољно да даје крв, што чини неколико пута годишње.

## Трофеји и награде

### Клуб
Спортинг Лисабон'
- Суперкуп Португалије (1) : 2002.

Манчестер јунајтед
- Премијер лига (3) : 2006/07, 2007/08, 2008/09.
- ФА куп (1) : 2003/04.
- Енглески Лига куп (2) : 2005/06, 2008/09.
- ФА Комјунити шилд (1)[39][40] :  2007.
- Лига шампиона (1) : 2007/08. (финале 2008/09).
- Светско клупско првенство (1) : 2008.
- Суперкуп Европе : финале 2008.

Реал Мадрид
- Првенство Шпаније (2) : 2011/12, 2016/17.
- Куп Шпаније (2) : 2010/11, 2013/14.
- Суперкуп Шпаније (2) : 2012, 2017.
- Лига шампиона (4) : 2013/14, 2015/16, 2016/17, 2017/18.
- Суперкуп Европе (2) : 2014, 2017.
- Светско клупско првенство (3) : 2014, 2016, 2017.

Јувентус
- Првенство Италије (2) : 2018/19, 2019/20.
- Куп Италије (1) : 2020/21.
- Суперкуп Италије (2) : 2018, 2020.

Ел Наср
- Арапски клупски куп шампиона (1) : 2023.

### Репрезентација
- Европско првенство (1) : 2016. (финале 2004).
- УЕФА Лига нација (2) : 2018/19,[41] 2024/25.[42]

### Индивидуално
- Златна лопта/Фифина Златна лопта : 2008, 2013, 2014, 2016, 2017.[38][43][44][45]
- ФИФА фудбалер године : 2008.[46]
- FIFPro фудбалер године : 2008.[47]
- Најбољи ФИФА фудбалер : 2016, 2017.
- УЕФА фудбалер године : 2014, 2016, 2017.[48]
- УЕФА клупски фудбалер године : 2007/08[49]
- УЕФА клупски најбољи нападач године : 2007/08.[50]
- FIFPro специјални млади фудбалер године : 2003/04, 2004/05[51]
- ФСП португалски фудбалер године : 2016, 2017, 2018, 2019.[52]
- Златна копачка :2007/08, 2010/11, 2013/14, 2014/15[38]
- Награда Ференц Пушкаш : 2009.[53]
- FIFPro најбољих 11 : 2007, 2008, 2009, 2010, 2011, 2012, 2013, 2014, 2015, 2016, 2017, 2018, 2019, 2020.[54][55][56][57][58]
- УЕФА тим године:  2004, 2007, 2008, 2009, 2010, 2011, 2012, 2013, 2014, 2015, 2016, 2017, 2018, 2019, 2020.[59][60][61][62][63]
- УЕФА Лига шампиона најбољи тим сезоне :  2013/14, 2014/15, 2015/16, 2016/17, 2017/18, 2018/19[64][65][66][67][68][69]
- УЕФА најбољи тим Европског првенства : 2004, 2012, 2016.[70][71]
- УЕФА сребрна копачка Европског првенства : 2016.
- УЕФА ултимативни тим године[72]
- УЕФА Лига нација најбољи тим завршног турнира : 2019.[73]
- Тим снова на Светском првенству : 2018.[74]
- Златна лопта на Светском клупском првенству : 2016.[75]
- Сребрна лопта на Светском клупском првенству : 2008[76], 2014[77], 2017.
- Најбољи млади фудбалер енглеског фудбала : 2006/07.[78]
- Најбољи млади фудбалер енглеског фудбала по избору играча : 2006/07[78], 2007/08.[79]
- Најбољи играч Премијер лиге : 2006/07, 2007/08.[37]
- Најбољи играч енглеског фудбала по избору асоцијације новинара : 2006/07, 2007/08.[80]
- Тим сезоне Премијер лиге : 2005/06[81], 2006/07[78], 2007/08[79], 2008/09.[82]

## Статистика каријере

### Клупска
| Клуб               | Сезона   | Лига          | Лига | Лига   | Национални куп | Национални куп | Куп лиге | Куп лиге | Европа | Европа | Остало | Остало | Укупно | Укупно |
| Клуб               | Сезона   | Дивизија      | Нас. | Голова | Нас.           | Голова         | Нас.     | Голова   | Нас.   | Голова | Нас.   | Голова | Нас.   | Голова |
| ------------------ | -------- | ------------- | ---- | ------ | -------------- | -------------- | -------- | -------- | ------ | ------ | ------ | ------ | ------ | ------ |
| Спортинг Лисабон   | 2002–03. | Примеира лига | 25   | 3      | 3              | 2              | —        | —        | 3      | 0      | 0      | 0      | 31     | 5      |
| Спортинг Лисабон   | Укупно   | Укупно        | 25   | 3      | 3              | 2              | —        | —        | 3      | 0      | 0      | 0      | 31     | 5      |
| Манчестер јунајтед | 2003–04. | Премијер лига | 29   | 4      | 5              | 2              | 1        | 0        | 5      | 0      | 0      | 0      | 40     | 6      |
| Манчестер јунајтед | 2004–05. | Премијер лига | 33   | 5      | 7              | 4              | 2        | 0        | 8      | 0      | 0      | 0      | 50     | 9      |
| Манчестер јунајтед | 2005–06. | Премијер лига | 33   | 9      | 2              | 0              | 4        | 2        | 8      | 1      | —      | —      | 47     | 12     |
| Манчестер јунајтед | 2006–07. | Премијер лига | 34   | 17     | 7              | 3              | 1        | 0        | 11     | 3      | —      | —      | 53     | 23     |
| Манчестер јунајтед | 2007–08. | Премијер лига | 34   | 31     | 3              | 3              | 0        | 0        | 11     | 8      | 1      | 0      | 49     | 42     |
| Манчестер јунајтед | 2008–09. | Премијер лига | 33   | 18     | 2              | 1              | 4        | 2        | 12     | 4      | 2      | 1      | 53     | 26     |
| Манчестер јунајтед | Укупно   | Укупно        | 196  | 84     | 26             | 13             | 12       | 4        | 55     | 16     | 3      | 1      | 292    | 118    |
| Реал Мадрид        | 2009–10. | Примера       | 29   | 26     | 0              | 0              | —        | —        | 6      | 7      | —      | —      | 35     | 33     |
| Реал Мадрид        | 2010–11. | Примера       | 34   | 40     | 8              | 7              | —        | —        | 12     | 6      | —      | —      | 54     | 53     |
| Реал Мадрид        | 2011–12. | Примера       | 38   | 46     | 5              | 3              | —        | —        | 10     | 10     | 2      | 1      | 55     | 60     |
| Реал Мадрид        | 2012–13. | Примера       | 34   | 34     | 7              | 7              | —        | —        | 12     | 12     | 2      | 2      | 55     | 55     |
| Реал Мадрид        | 2013–14. | Примера       | 30   | 31     | 6              | 3              | —        | —        | 11     | 17     | —      | —      | 47     | 51     |
| Реал Мадрид        | 2014–15. | Примера       | 35   | 48     | 2              | 1              | —        | —        | 12     | 10     | 5      | 2      | 54     | 61     |
| Реал Мадрид        | 2015–16. | Примера       | 36   | 35     | 0              | 0              | —        | —        | 12     | 16     | 0      | 0      | 48     | 51     |
| Реал Мадрид        | 2016–17. | Примера       | 29   | 25     | 2              | 1              | —        | —        | 13     | 12     | 2      | 4      | 46     | 42     |
| Реал Мадрид        | 2017–18. | Примера       | 27   | 26     | 0              | 0              | —        | —        | 13     | 15     | 4      | 3      | 44     | 44     |
| Реал Мадрид        | Укупно   | Укупно        | 292  | 311    | 30             | 22             | —        | —        | 101    | 105    | 15     | 12     | 438    | 450    |
| Јувентус           | 2018–19. | Серија А      | 28   | 19     | 0              | 0              | —        | —        | 4      | 1      | 0      | 0      | 18     | 11     |
| Јувентус           | Укупно   | Укупно        | 28   | 19     | 0              | 0              | —        | —        | 4      | 1      | 0      | 0      | 18     | 11     |
| Каријера           | Каријера | Каријера      | 529  | 408    | 59             | 37             | 12       | 4        | 163    | 122    | 18     | 13     | 781    | 584    |

- Ажурирано 1. децембра 2018. године

### Репрезентативна
| Тим         | Година | Наступи | Голови |
| ----------- | ------ | ------- | ------ |
| Португалија | 2003.  | 2       | 0      |
| Португалија | 2004.  | 16      | 7      |
| Португалија | 2005.  | 11      | 2      |
| Португалија | 2006.  | 14      | 6      |
| Португалија | 2007.  | 10      | 5      |
| Португалија | 2008.  | 8       | 1      |
| Португалија | 2009.  | 7       | 1      |
| Португалија | 2010.  | 11      | 3      |
| Португалија | 2011.  | 8       | 7      |
| Португалија | 2012.  | 13      | 5      |
| Португалија | 2013.  | 9       | 10     |
| Португалија | 2014.  | 9       | 5      |
| Португалија | 2015.  | 5       | 3      |
| Португалија | 2016.  | 13      | 13     |
| Португалија | 2017.  | 11      | 11     |
| Португалија | 2018.  | 7       | 6      |
| Португалија | 2019.  | 10      | 14     |
| Укупно      | Укупно | 164     | 99     |

- Ажурирано 12. септембра 2019. године